# Charlotte, Sjeverna Karolina
Charlotte je sa 687.456 stanovnika najveći grad američke savezne države Sjeverne Karoline i 18. po veličini u SAD-u. Grad je dobio ime po njemačkoj princezi Šarloti od Mecklenburg-Strelitza, supruzi britanskog kralja Đure III.

## Povijest
Područje na kojem je današnji grad Charlotte prvi je put naseljeno 1755. godine, kada je Thomas Polk (stric američkog predsjednika Jamesa Polka) sa svojom obitelji sagradio kuću na križanju dvaju trgovačkih puteva američkih Indijanaca između rijeka Yadkin i Catawbe. Jedan od puteva vodio je pravcem sjever-jug, a drugi put smjerom istok-zapad. U ranom 18. stoljeću u naselje dolaze doseljenici škotsko-irskog te njemačkog porijekla iz Pennsylvanije. U sljedećim desetljećima naselje raste, a službeno dobiva status grada 1768. godine.
Tijekom Američkog rata za neovisnost Charlotte je bio uporište pobunjenika te je od Britanaca zadobio nadimak "Gnijezdo stršljena".
Grad je doživio nagli razvoj nakon završetka Američkog građanskog rata. Postao je jedno od najvažnijih američkih središta prerade pamuka, a s ostatkom istočnog SAD-a povezan je željeznicom.
Danas je Charlotte jedan od najvećih financijskih centara SAD-a, s brojnim bankama i drugim financijskim institucijama.

## Demografija
Prema procjeni stanovništva iz 2006. godine u gradu je živjelo 648.387 stanovnika, od toga 317.630 muškaraca i 330.757 žena, dok je prosječna gustoća naseljenosti 971,3 stan./km. Na širem području grada živi 2.338.289 stanovnika. Prema rasnoj podjeli, u naselju živi najviše bijelaca, 70,57%, te Afroamerikanaca, kojih ima 25,82%.

## Gradovi prijatelji
Charlotte ima ugovore o partnerstvu s osam gradova:
- Arequipa, Peru (1962.)
- Baoding, Kina (1987.)
- Krefeld, Njemačka (1985.)
- Kumasi, Gana (1995.)
- Limoges, Francuska (1992.)
- Voronjež, Rusija (1991.)
- Wrocław, Poljska (1993.)
- Hadera, Izrael (2008.)

## Vanjske poveznice
- Službena stranica grada (engl.)

### Ostali projekti
|  | Zajednički poslužitelj ima još gradiva o temi Charlotte, Sjeverna Karolina |